# Provincia di Florida
Florida è una provincia della Bolivia sita nel dipartimento di Santa Cruz con 29 850 abitanti (dato 2005).

## Geografia antropica

### Suddivisioni amministrative
La provincia è suddivisa in 4 comuni:
- Mairana
- Pampa Grande
- Quirusillas
- Samaipata